# 권위혁
권위혁(? ~ ?)은 대한민국의 조직폭력배이다. 동대문파 소속으로, 1955년 단성사 저격 사건때 이석재에 앞서 김동진을 노렸으나 실패했다.

## 권위혁이 등장한 작품
- 《무풍지대》(1989) (배우: 박해상)
- 《야인시대》(2002) (배우: 이철민)